# Woorabinda
Woorabinda – miasto w Australii, w stanie Queensland.